# Agronômica
Agronômica is een gemeente in de Braziliaanse deelstaat Santa Catarina. De gemeente telt 4.925 inwoners (schatting 2009).
De plaats ligt aan de rivier de Agronômica.

## Aangrenzende gemeenten
De gemeente grenst aan Agrolândia, Atalanta, Aurora, Ituporanga, Laurentino, Rio do Sul en Trombudo Central.

## Verkeer en vervoer
De plaats ligt aan de weg BR-470.